# Bue (personaggio)
Il Bue (in inglese Ox), è un supercriminale dei fumetti Marvel Comics, comparso per la prima volta su The Amazing Spider-Man n. 10 del marzo 1964; di solito lavora per personaggi quali Kingpin, Mister Fear o Testa di Martello, da solo o in compagnia di altri criminali.
La sua identità è stata assunta da 2 differenti personaggi:
- Raymond Bloch (Karl Stragg, a causa del trasferimento mentale), è apparso la prima volta in Amazing Spider-Man (Vol. 1) n. 10 (dicembre 1963)
- Ronald Bloch, è apparso la prima volta in Peter Parker, The Spectacular Spider-Man (Vol. 2) n. 19 (marzo 1978)

## Biografia dei personaggii

### Raymond Bloch
Non si sa molto sulla vita di Bue prima che entrasse a far parte dei Duri (insieme a Fancy Dan e Montana) e combattesse l'Uomo Ragno, solo che è nato a Seaside Heights, New Jersey e che è in possesso di una forza sovrumana.
Oltre che con i Duri ha collaborato anche con Mister Fear e l'Anguilla in un piano ai danni di Devil.
In seguito viene colpito da avvelenamento da radiazioni. Mentre è in prigione conosce uno scienziato di nome Karl Stragg che promette di curarlo se lo aiuterà ad evadere, una volta fuggiti lo scienziato tradisce Bue sottoponendolo ad un trattamento che scambia i loro corpi permettendogli di acquistare la grande forza del compagno. Tale forza tuttavia non sarà sufficiente a sconfiggere Devil.
Nel frattempo, il Bue originale cerca di costruirsi una vita nel suo nuovo corpo, sebbene questa speranza di riscatto si riveli di breve durata. Durante un esperimento con degli isotopi radioattivi il corpo dello scienziato si trasforma in un instabile duplicato dell'originale. Preso da rabbia incontrollabile ben presto soccombe agli effetti letali delle radiazioni, esplodendo durante una battaglia con Devil.

### Ronald Bloch
Anni dopo, un secondo Bue (Ronald, fratello gemello dell'originale) si associa con i Duri. In realtà le azioni intraprese da questo gemello suggeriscono che egli possa essere una delle due versioni dell'originale, in qualche modo sopravvissuta alle sue battaglie con Devil. Il suo lavoro di sgherro continua con capi quali Kingpin, Mister Fear o il Maggia. Lavora come picchiatore per un criminale chiamato 'Fat Teddy', ed in questa occasione fronteggia di nuovo l'Uomo Ragno che lo sconfigge duramente lasciandolo poi nelle mani di Devil.

### Civil War
Durante Civil War, Bue viene arrestato dal Barone Zemo e deve scegliere se unirsi ai Thunderbolts o andare in prigione. Sceglie di unirsi al gruppo ed è costretto ad attaccare lo Spadaccino come parte di una missione di addestramento, ma viene rapidamente sconfitto.
Successivamente, torna a collaborare con i Duri e con mister Fear contro Devil. Dopo l'arresto di Mister Fear entra nell'organizzazione di Hood.

### Un nuovo giorno
Durante gli eventi di Un nuovo giorno, Bue e i Duri frequentano il Bar Senza Nome dove partecipano ad una scommessa organizzata da un bookmaker chiamato l'Allibratore. Questi organizza una truffa coinvolgendo un imitatore dell'Uomo Ragno, ma viene smascherato e subisce l'ira dei Duri. Viene aiutato dal vero tessiragnatele che sconfigge Fancy Dan e Montana, e salva Bue che sta per essere schiacciato da una giostra. Grato per il salvataggio, Bue accetta di arrendersi.

## Poteri e abilità
Bue ha una forza tremenda e un'alta resistenza alle lesioni.